# Major Harris
Major Harris III, né le 9 février 1947 à Richmond (Virginie) et mort le 9 novembre 2012 dans la même ville, est un chanteur RnB américain, associée à la Philadelphia soul et aux Delfonics (début des années 1970-1974).
Tôt dans sa carrière, Harris chante avec groupes tels que "The Charmers", "The Teenagers", "The Jarmels" et "Nat Turner's Rebellion", qui a également présenté son frère auteur-compositeur, Joseph B. Jefferson, et  enregistre quelques disques 7 " solo chez "Laurie" et "Okeh".
Dans les années 1970, il remplace Randy Cain (en) en tant que membre du Delfonics. Il quitte le groupe pour une carrière solo en 1974. Avec Atlantic Records, Harris récolte une chaîne de hits RnB  aux États-Unis, y compris le hit Top Ten Love Won't Let Me Wait, qui culmine à # 5 du Billboard Hot 100 aux États-Unis. Love Won't Let Me Wait est écrit par Bobby Eli et Vinnie Barrett et obtient un  disque d'or du  RIAA en 1975.
Son succès en tant que soliste en baisse, Harris retourne aux Delfonics, et continue à tourner avec les deux ensembles de ce nom dans les années 1990 et 2000. Major est un cousin du producteur d'enregistrement et arrangeur, Norman Harris (en).

## Discographie comme soliste

### Albums
- My Way (Atlantic Records, 1975)
- Jealousy (Atlantic, 1976)
- How Do You Take Your Love (RCA Records, 1978)
- I Believe in Love (Streetwave, 1984)
- I Believe in Love (Hot Productions, 1995)

### Singles
- 1975 - Love Won't Let Me Wait
- 1975 - It's Got to Be Magic
- 1975 - Loving You Is Mellow
- 1976 - Laid Back Love
- 1976 - Jealousy/Tynisa (Goddess Of Love)
- 1981 - Here We Are (promo)
- 1983 - All My Life
- 1983 - Beside Me
- 1984 - I Want Your Love
- 1984 - Gotta Make Up Your Mind
- 1984 - I Believe in Love
- 1986 - Love Is Everything/I Want Your Love
- 1989 - Patches/Love Won't Let Me Wait (avec Clarence Carter)